# Xylopteryx aucilla
Xylopteryx aucilla là một loài bướm đêm trong họ Geometridae.